# جودی کومر
جودی کومر (انگلیسی: Jodie Comer؛ زادهٔ ۱۱ مارس ۱۹۹۳) بازیگر انگلیسی است. او که در لیورپول به دنیا آمده و بزرگ شده است، کار خود را در قسمتی از مجموعهٔ امروز سلطنتی در سال ۲۰۰۸ آغاز کرد. او با حضور در مجموعه‌های دفتر خاطرات چاق دیوانه من (۲۰۱۳–۲۰۱۵) و دکتر فاستر (۲۰۱۵–۲۰۱۷) شناخته شد و برای بازی در مینی‌سریال درام سیزده (۲۰۱۶) مورد تحسین قرار گرفت.
از سال ۲۰۱۸ تا ۲۰۲۲، کومر نقش قاتل جامعه‌ستیزی به‌نام ویلانل را در مجموعه مهیج جاسوسی کشتن ایو ایفا کرد و برنده جایزه تلویزیونی بفتا و جایزه امی ساعات پربیننده شد. حرفهٔ او با نقش‌های اصلی در فیلم‌هایی مانند فیلم اکشن گای آزاد و درام تاریخی آخرین دوئل (هر دو محصول ۲۰۲۱) گسترش یافت.

## آغاز زندگی
جودی کومر در ۱۱ مارس ۱۹۹۳ در لیورپول زاده شد. او دختر دونا کومر (کارمند مرسیریل) و جیمز کومر (درمان‌گر جسمانی باشگاه فوتبال اورتون) است. او در حومهٔ چیلدوول لیورپول بزرگ شد. کومر یک برادر کوچکتر به نام چارلی (زادهٔ ۱۹۹۵) دارد. او در دبیرستان کاتولیک سنت جولی در حومهٔ وولتون تحصیل کرد، جایی که دوست صمیمی ورزشکار المپیک آینده کاتارینا جانسون-تامپسون شد. او در ۱۱ سالگی تجربهٔ بازیگری را در یک مدرسه نمایشی محلی در منطقه بل ویل لیورپول آغاز کرد و از طریق همین مدرسه بود که در سال ۲۰۰۶ وارد جشنواره هنرهای نمایشی لیورپول در تالار سنت جورج شد. او پس از اجرای مونولوگی در مورد فاجعه هیلزبورو در دسته‌بندی خود مقام نخست را گرفت.
دوستان کومر او را از گروه رقص دبیرستان بیرون کردند زیرا تعطیلات با خانواده‌اش با تمرینات نمایش استعدادیابی مدرسه تداخل ایجاد کرد و او در عوض تصمیم گرفت مونولوگ را برای نمایش اجرا کند. اگرچه او برنده نشد، اما اجرایش معلم نمایش مدرسه را وادار کرد تا از دوستان خود در صنعت سرگرمی بخواهد تا به او اجازه دهد برای نمایشنامه رادیو بی‌بی‌سی ۴ تست بدهد. این نخستین کار بازیگری او بود، با هم‌بازی‌هایش در نمایشنامه به او توصیه کردند که مدیر برنامه بگیرد و به او گفتند که می‌تواند حرفهٔ بازیگری موفقی داشته باشد.

## فیلم‌شناسی

### فیلم
| سال  | عنوان                       | نقش                   | توضیحات                 |
| ---- | --------------------------- | --------------------- | ----------------------- |
| ۲۰۱۷ | انگلستان مال من است         | کریستین               |                         |
| ۲۰۱۹ | جنگ ستارگان: خیزش اسکای‌واکر | مادرِ ری (میرامیر)     | حضور افتخاری            |
| ۲۰۲۱ | گای آزاد                    | میلی راسک/دختر مولوتف |                         |
| ۲۰۲۱ | آخرین دوئل                  | مارگریت دو کاروژ      |                         |
| ۲۰۲۳ | پایانی که از آن شروع می‌کنیم | زن                    | همچنین تهیه‌کنندهٔ احرایی |
| ۲۰۲۳ | موتورسواران                 | کتی بائر              |                         |
| ۲۰۲۵ | ۲۸ سال بعد                  |                       | در مرحله تولید          |
|      | آخرین آشفتگی مادلین هایند   |                       | در حال فیلم‌برداری       |

### مجموعه‌تلویزونی
| سال       | عنوان                                | نقش                           | توضیحات                                  |
| --------- | ------------------------------------ | ----------------------------- | ---------------------------------------- |
| ۲۰۰۸      | The Royal Today                      | Leanne                        | Series 1: Episode 41                     |
| ۲۰۱۰      | شهر هالبی                            | Ellie Jenkins                 | Episode: "Promises"                      |
| ۲۰۱۰      | Waterloo Road                        | Sarah Evans                   | Series 6: Episode 3                      |
| ۲۰۱۱      | Justice                              | Sharna Mulhearne              | 5 episodes                               |
| ۲۰۱۲      | پزشک‌ها                               | Kelly Lowther                 | Episode: "Another Day, Another Dollar"   |
| ۲۰۱۲      | شاهد خاموش                           | Eve Gilston                   | Episodes: "Fear: Parts 1 & 2"            |
| ۲۰۱۲      | Good Cop                             | Amy                           | Series 1: Episode 1                      |
| ۲۰۱۲      | حادثه                                | Maddy Eldon                   | Episode: "I'll See You in My Dreams"     |
| ۲۰۱۲      | Coming Up                            | Cat Sullivan                  | Episode: "Postcode Lottery"              |
| 2013      | Coming Up                            | Gemma                         | Episode: "Big Girl"                      |
| 2013      | Law & Order: UK                      | Jess Hayes                    | Episode: "Fatherly Love"                 |
| 2013      | ورا                                  | Izzy Rawlins                  | Episode: "Young Gods"                    |
| 2013–2015 | My Mad Fat Diary                     | Chloe Gemell                  | 16 episodes                              |
| 2014      | Inspector George Gently              | Justine Leyland               | Episode: "Blue for Bluebird"             |
| 2014      | Remember Me                          | Hannah Ward                   | Miniseries (3 episodes)                  |
| 2015      | عاشق لیدی چترلی                      | Ivy Bolton                    | Television film                          |
| 2015–2017 | دکتر فاستر                           | Kate Parks                    | 9 episodes                               |
| 2016      | Thirteen                             | Ivy Moxam                     | Miniseries (5 episodes)                  |
| 2016      | Rillington Place                     | Beryl Evans                   | Miniseries (2 episodes)                  |
| 2017      | The White Princess                   | Elizabeth of York             | Miniseries (8 episodes)                  |
| 2018      | Snatches: Moments from Women's Lives | Linda                         | Episode: "Bovril Pam"                    |
| 2018–2022 | کشتن ایو                             | Villanelle / Oksana Astankova | Lead role; also executive producer       |
| 2020      | Talking Heads                        | Lesley                        | Episode: "Her Big Chance"                |
| 2021      | Help                                 | Sarah                         | Television film; also executive producer |